# Balmazújváros
Balmazújváros város Hajdú-Bihar vármegyében, a Balmazújvárosi járás székhelye. A megye negyedik legnépesebb települése.

## Fekvése
Balmazújváros az Alföld sajátos, mezővárosi jellegű települése Hajdú-Bihar vármegyében. A nagy kiterjedésű város két jellegzetes alföldi táj, a Hortobágy és a Hajdúság határán fekszik. A környező nagyobb városok közül Debrecentől 23, Hajdúböszörménytől 14, Hajdúszoboszlótól 21 kilométerre található.
A város közigazgatási területét két természetes élővíz szeli át, a Hortobágy folyó és a belterületi főgyűjtő vizét befogadó Kadarcs-Karácsonyfok-csatorna. A várostól 3 kilométerre folyik az 1953-ban épített Keleti-főcsatorna.

### Megközelítése
Kelet-nyugati irányban a 3316-os út halad végig a város közigazgatási területén, beleértve annak központját is; ez az út biztosít összeköttetést a település számára nyugat felé Tiszacsege, kelet felé pedig Debrecen irányába is. A városközpontban az előbbi útból két további négyszámjegyű út is kiágazik, dél-délnyugati irányban, Nagyhegyes–Hajdúszoboszló felé a 3321-es, északkeleti irányban, Hajdúnánás felé pedig a 3323-as. Ez utóbbiból a város külterületén ágazik ki a 3318-as út, amely Hajdúböszörményre vezet. (Határszélét keleten, egy rövid szakaszon érinti még a 3319-es út is.)
Vasúton is elérhető a település a Debrecen–Füzesabony-vasútvonalon; Balmazújváros vasútállomás a központ közelében található, attól kicsit északkeletre; közúti megközelítését a 3323-as útból kelet felé kiágazó 33 321-es számú mellékút teszi lehetővé.

## Története
A mai Balmazújváros környéke már ősidők óta lakott terület. Az Árpád-házi királyok idejében több kisebb helység alakult ki a határában, nevüket egy-egy határrész vagy dűlőnév még ma is őrzi (Bakóc, Cucca, Balmaz, Hímes, Darassa, Hort stb.). Az a település, ami a honfoglalás után alakult, a tatárjárás idején teljesen elpusztult. A mai település belterületén keresendő Hímes birtokot a pápai tizedjegyzék először 1332-ben említi. Balmaz nevével – pusztabirtokként – írott forrásokban csak a 15. század elején találkozunk, amikor Zsigmond király (1411-ben) mint Debrecen tartozékát Lázárevics István szerb vajdának adományozta. A település neve 1465-től bizonyosan Újváros. Mátyás király 1465-ben kelt oklevele 3 országos vásár és egy egyheti vásár tartását engedélyezte Újvárosnak. Az oklevél a vásártartási jog mellett mezővárosi jogokkal is felruházta a települést. A Hunyadiak alatt Újváros virágzó mezővárossá fejlődött. Az állandósult hadiállapotok miatt a település 1591 és 1610 között lakatlan volt, majd csak az 1720-as évekre érte el ismét korábbi lélekszámát. Mária Terézia 1753-ban az Andrássy családnak adományozta az egész újvárosi határt. Ők alakították ki a majorsági gazdálkodást. 1773-ban a városi joggal bíró Újvárost ismét robotra kötelezhető faluvá süllyesztették vissza.
A másik nevezetes akciójuk volt a német lakosság Újvárosra telepítése 1766-ban. A falu 1798-ban a Semsey család birtoka lett. A Semseyek telepítettek a faluba Kassa környékéről félszlovák katolikusokat uradalmi cselédnek. A 19. század második felében megindult itt is a kapitalizálódás. A már korábban is differenciált lakosság rétegződése felgyorsult. Újvároson a zsellérek száma mindig az országos átlag felett volt. Emiatt is a magyarországi agrárszocialista szervezkedések és mozgalmak egyik legerősebb bázisa és színhelye lett.
1876-ban megváltozott a település közigazgatási helyzete, Szabolcs vármegyétől az új Hajdú vármegyéhez került, sőt egy járás névadója is lett. A Balmazújvárosi járásnak azonban akkor nem lett székhelye. Az első világháborúban 600 újvárosi ember esett el. A proletárdiktatúra nem hozta meg a kívánt változásokat. A megszálló román csapatok 1919. április 23-án értek ide és csak egy év múltán vonultak ki. 1944.október 22-én ért véget a II. világháború.
Ezt követően a legjelentősebb esemény a földreform volt, a földnélküliséggel sújtott Újvároson. A községben, elsőként az országban, 1945. március 20-án jelentették be a földosztás megkezdését. Az 1950-es évek kényszerű kollektivizálását követően 10 termelőszövetkezet alakult, míg végül két termelőszövetkezet maradt a községben. A Lenin és a Vörös Csillag Termelő Szövetkezetek egészen az 1980-as évek végéig jól működtek, és a település legnagyobb foglalkoztatói voltak.
A járások akkori megszüntetésekor 1984-ben városi jogú nagyközség lett a település, és a nagyközségkörnyék központjává is vált. Balmazújváros 1989. március 15-én ismét városi címet kapott. A kistérségek létezése idején kistérségközpont, majd a járások 2013-as újjáalakulása óta járásszékhely.

## Közélete

### Polgármesterei
| Időszak   | Név              | Jelölő szervezet | Forrás |
| --------- | ---------------- | ---------------- | ------ |
| 1990–1994 | Dr. Veres Ferenc | nem ismert       | [ 4 ]  |
| 1994–1998 | Dr. Veres Ferenc | MSZP-SZDSZ       | [ 5 ]  |
| 1998–2002 | Gál István       | SZDSZ            | [ 6 ]  |
| 2002–2006 | Gál István       | SZDSZ            | [ 7 ]  |
| 2006–2010 | Dr. Tiba István  | Fidesz           | [ 8 ]  |
| 2010–2014 | Dr. Tiba István  | Fidesz           | [ 9 ]  |
| 2014–2018 | Dr. Veres Margit | független        | [ 10 ] |
| 2018–2019 | Hegedüs Péter    | független        | [ 11 ] |
| 2019–2024 | Hegedüs Péter    | független        | [ 12 ] |
| 2024–     | Dr. Varga Marina | Fidesz-KDNP      | [ 1 ]  |

A 2014-es önkormányzati választáson a balmazújvárosi szavazók nagy többséggel, 67%-ot meghaladó szavazati aránnyal a független Veres Margitot választották polgármesterré. Róla azonban 2018. április 17-én sajtónyilvánosságot kapott az a hír, hogy öt év letöltendő szabadságvesztést kapott egy olyan cselekményéért, amit még polgármesterré választása előtt, jegyzői minőségében követett el (a Debreceni Ítélőtábla hivatali vesztegetés elfogadásának bűntettében mondta ki bűnösnek). Az emiatt szükségessé vált időközi polgármester-választást 2018. augusztus 12-én tartották meg, amikor is a lakosok a szavazatok 53,17%-ával Hegedüs Péter független jelöltet választották polgármesterré.

## Népesség
A település népességének változása:
| Lakosok száma | 17 622 | 17 496 | 17 109 | 17 063 | 16 994 | 16 949 | 16 948 |
|               | 2013   | 2014   | 2018   | 2021   | 2022   | 2023   | 2024   |

2001-ben a város lakosságának 96%-a magyar, 4%-a cigány nemzetiségűnek vallotta magát.
A 2011-es népszámlálás során a lakosok 89,8%-a magyarnak, 7,8% cigánynak, 0,9% németnek mondta magát (10% nem nyilatkozott; a kettős identitások miatt a végösszeg nagyobb lehet 100%-nál). A vallási megoszlás a következő volt: római katolikus 5,6%, református 22%, görögkatolikus 0,4%, felekezeten kívüli 52,5% (18,6% nem válaszolt).
2022-ben a lakosság 92,2%-a vallotta magát magyarnak, 7,6% cigánynak, 0,9% németnek, 0,1% románnak, 1,7% egyéb, nem hazai nemzetiségűnek (7,7% nem nyilatkozott; a kettős identitások miatt a végösszeg nagyobb lehet 100%-nál). Vallásuk szerint 16,5% volt református, 3,8% római katolikus, 0,6% görög katolikus, 0,6% egyéb keresztény, 0,3% egyéb katolikus, 47,5% felekezeten kívüli (30,5% nem válaszolt).

Balmazújváros részei

## Oktatási intézmények
- Egyesített Óvoda és Bölcsőde Intézmény
- Balmazújvárosi Általános Iskola (4 egyesített iskola)
- Veres Péter Gimnázium, Szakközépiskola és Szakképző
- Balmazújvárosi Református Általános Iskola és Óvoda
- Balmazújvárosi Alapfokú Művészeti Iskola

## Nevezetességei
- Helytörténeti Múzeum
- Veres Péter Emlékkiállítás
- Semsey-kastély
- Termálfürdő
- Nagyháti park: Hajdú-Bihar megye védett természeti értéke
- Himes Néptáncegyüttes
- Balmazújvárosi Veterán Úttörőzenekar Archiválva 2020. október 20-i dátummal a Wayback Machine-ben (Az egykori, méltán híres Balmazújvárosi Úttörőzenekar tagjai 40 év után újjáalakították fúvószenekarukat) [17][18]
- Bekton Ifjúsági Fúvószenekar http://bekton.hu/
- Turulszobros világháborús emlékmű[19]
- 3 méteres túzokszobor a kastélykertben (2015)[20]

## Ismert személyek

### A város szülöttei
- Beck Dénes (1847–1924) közgazdász, bankigazgató
- Lengyel Menyhért (1880–1974) drámaíró
- R. Tóth Sára (1880–1957) nőmozgalmi vezető
- Tauffer Gábor (1884–?) gyógyszerész, ügyvéd, országgyűlési képviselő
- Veres Péter (1897–1970) író, politikus
- Nádasdi Péter (1920–1976) író, újságíró, Veres Péter fia
- Mihalkó Zoltán (1924–2009) kalaposmester
- Soós Imre (1930–1957) színművész
- Kállai Bori (1948–) színésznő
- Csomós Lajos (1974–) színész
- Waskovics Andrea (1992–) színésznő
- Radócz Miklós (1994–) zenetanár, az Újvárosi induló[21] (Balmazújváros hivatalos indulója) zeneszerzője.

## Testvérvárosai
- Łańcut, Lengyelország (2002)[22]
- Érmihályfalva, Románia (2008)[22]
- Gulbene, Lettország (2012)[22]
- Técső, Ukrajna (2015) [23]